# St. Nikolaus (Deining)

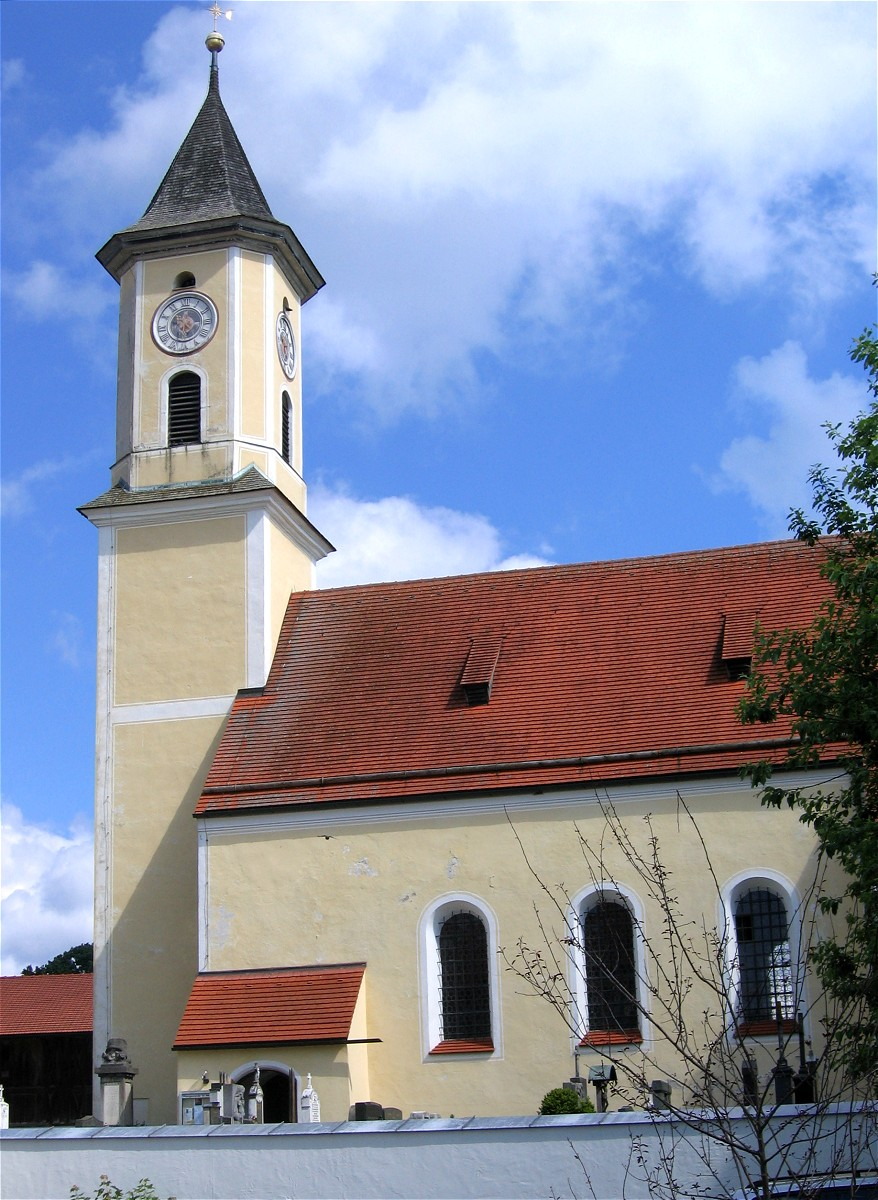
Kirche St. Nikolaus in Egling

Die katholische Pfarrkirche St. Nikolaus in Deining, einem Ortsteil der oberbayerischen Gemeinde Egling im Landkreis Bad Tölz-Wolfratshausen, ist im Kern ein gotischer Bau, der um 1430 errichtet wurde. Die dem heiligen Nikolaus geweihte Kirche an der Münchner Straße 2 ist ein geschütztes Baudenkmal.
Der Saalbau aus Tuffstein mit eingezogenem Chor und Westturm wurde in der ersten Hälfte des 18. Jahrhunderts barockisiert. Der Raum ist mit einer flachen Stichkappentonne auf Pilastern ruhend gedeckt.
Die Altäre und die Kanzel stammen aus der ersten Hälfte des 18. Jahrhunderts.